# Omerta – City of Gangsters
Omerta – City of Gangsters ist ein von Haemimont Games entwickeltes und von Kalypso Media veröffentlichtes Aufbauspiel mit rundenbasierten Spiel-Elementen für Windows, macOS sowie die Xbox 360. Das Spiel erschien in den deutschsprachigen Ländern am 31. Januar 2013 zeitgleich für die Plattformen Microsoft Windows und Xbox 360, ebenfalls am 31. Januar 2013 erfolgte die Veröffentlichung der deutschsprachigen Version für Windows via Steam. Die englischsprachige Version wurde einen Tag später am 1. Februar im verbleibenden Europa veröffentlicht, während die Version für den amerikanischen Markt etwas später, am 13. Februar 2013 freigegeben wurde. Die macOS-Version erschien am 2. August 2013.

## Handlung
Der Titel behandelt die Zeit der 1920er – der Goldenen Zwanziger – zur Zeit der Prohibition in den Vereinigten Staaten. Die Handlung selbst spielt in Atlantic City, New Jersey, wobei die zu jener Zeit aufgrund des Alkoholverbots dadurch in den Untergrund gedrängte organisierte Kriminalität und deren daraus entstehenden mafiösen Strukturen in Amerika das Hauptmerkmal des Spielcharakters darstellen.
Zu einer Zeit, in der kriminelle Banden die Stadt beherrschen und einige Wenige es mit illegalen Glücksspielen, hochprozentigen Spirituosen und dubiosen Machenschaften bis ganz nach oben geschafft haben, beginnt die Handlung des Spielers, welcher in diesem Schmelztiegel der Illegalität strandet. Der Spieler übernimmt dabei die Rolle des mediterranen Einwanderers namens Freddie Tannino, geboren in einem kleinen Dorf in Sizilien, soeben erst nach seiner Überfahrt aus Italien in Atlantic City angekommen. Er muss sich in der schroffen neuen Umgebung zurechtfinden und Schritt für Schritt in der mafiösen Welt nach oben arbeiten. An ihm liegt es nun, einen anfangs kleinen Teil der Geschäfte unter seine Kontrolle zu bringen und dadurch seinen Weg des Amerikanischen Traums – des „American Way of Life“ – Wirklichkeit werden zu lassen.

### Trivia
Omerta, der Spieletitel, bezieht sich auf die mafiöse Schweigepflicht (Ehrenkodex) namens „Omertà“, der Mitglieder einer Mafia und ähnlicher krimineller Organisationen gegenüber Außenstehenden zum Schweigen verpflichtet.
Mit der offiziellen Retail-Veröffentlichung der Boxed- und Download-Version des Spiels wurde der Titel ebenfalls parallel auf der Plattform GoG.com veröffentlicht. Diese Version besitzt keinerlei Kopierschutz oder anderweitige DRM-Restriktionen.

## Spielprinzip
Omerta – City of Gangsters ähnelt von der Anlage her älteren Gangster-Strategiespielen wie Gangsters: Organisiertes Verbrechen und Gangsters 2, wo der Spieler als Bandenchef mit Hilfe einer Bande von Gangstern in Konkurrenz zu rivalisierenden Gangs versucht, Teile einer Stadt unter seine Kontrolle zu bringen. Über anfängliche kleine Gaunereien arbeitet sich der Spieler in der Hierarchie immer weiter in seiner Karriere nach oben und lässt so mit Fortschreiten des Spiels sein eigenes Syndikat entstehen. Mittels Kauf von leerstehenden Geschäftsgebäuden und Ladenlokalen erhält der Spieler die Möglichkeit durch Eröffnung von eigenen Bars und verdeckten Brauhäusern immer weiter zu expandieren. Ebenso können Lokalitäten wie Flüsterkneipen der Konkurrenz kurzerhand aufgekauft werden. Auf legalen Wegen ist der Erwerb von Appartements zur Sicherung des Einkommens gleichfalls möglich. Letztlich stellt der Zukauf von Lagerhäusern genügend Platz zur Verfügung um etwaige zwielichtige Dinge wie Spirituosen und Waffen zu lagern.
Mit zunehmendem Spielfortschritt rekrutiert der Charakter eigene Kompagnons, deren verschiedene Qualitäten sich unterschiedlich nutzen lassen und manifestiert so seine eigene Gang, mit Hilfe derer er weitere Gebiete anderer Gangster-Bosse erobert und so seine Verbrecherorganisation festigt. In rundenbasierten Konfrontationen mit anderen Mitstreitern kann der Spieler sein Einflussgebiet peu à peu erweitern und damit andere Paten aus dem Wettbewerb drängen um schlussendlich unangefochtener Patron von Atlantic City zu werden.
Das Spiel bietet neben dem Mehrspielermodus, worin der Spieler auch kooperativ agieren kann, einen Sandbox-Modus. Dieser ermöglicht die freie Erkundung der Spielwelt um unabhängig von der Einzelspieler-Kampagne auf vier verschiedenen Karten – welche die jeweiligen Stadtteile Atlantic Citys behandeln – in einem Endlos-Spiel frei zu expandieren.

### Historische Grundlage

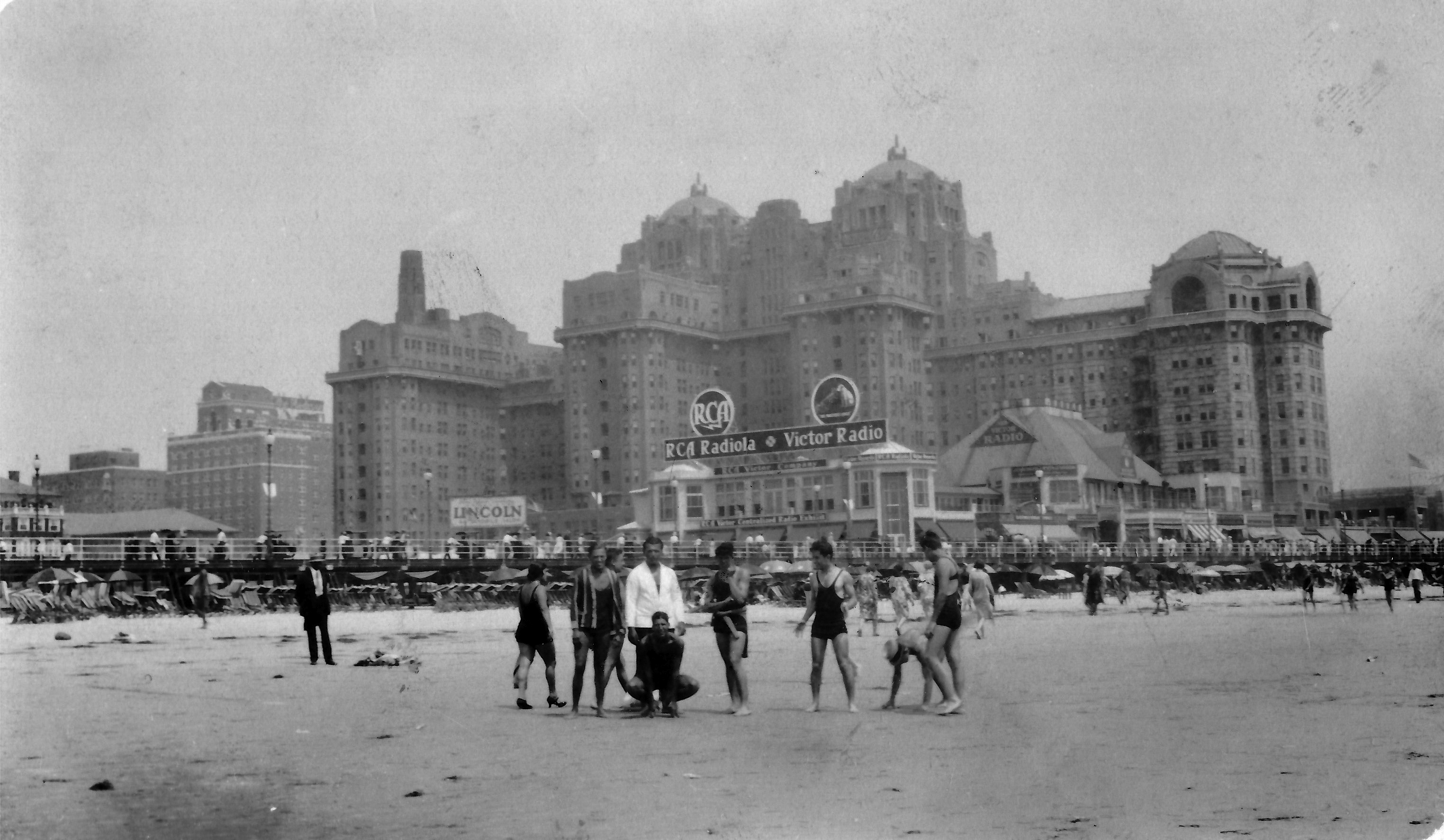
Das renommierte „Traymore Hotel“ in Atlantic City, um 1930

Das Spiel bietet eine frei erkundbare, dreidimensionale Spielewelt in der Vogelperspektive. Die Spielwelt repräsentiert – laut dem Publisher Kalypso Media – eine nahezu historisch korrekte Nachbildung der amerikanischen Stadt Atlantic City jener Zeit.
Reale klassische Gebäude und Lokalitäten wie etwa das renommierte Traymore Hotel, der Absecon Leuchtturm oder das städtische Gefängnis Atlantic City Jail-house sind ebenso enthalten wie die Ostpromenade „Eastern Promenade“ ebenso Straßenzüge der Illinois Avenue und der North Carolina Avenue, welche unmittelbar am Strand endet.
Außer diesen realen Gebäuden wirken die verbleibenden Bauten – welche in Art déco gehalten sind – recht ähnlich, scheinen gar nur aus einigen wenigen Typen zu bestehen.

## Rezeption
Omerta – City of Gangsters erhielt von der Presse verhaltene bis mittelmäßige Kritik. Anerkennung erntete das Spiel vor allen Dingen für seine gelungene Umsetzung des Themas zur Zeit der Prohibition. Auch die stimmigen Schauplätze der Handlung zu jener Zeit fanden viel positive Erwähnung. Allerdings sei der magere und anspruchslose Zustand der Handlung sowie deren glanzlose Umsetzung eine herbe Niederlage und viel Potential des Spiels – von dem der Titel dem Vernehmen nach eigentlich eine Menge habe – verschenkt worden.
Auf Metacritic erreicht die Windows-Version eine Bewertung von 54 %.

### Kritiken
PCGamer vergab für die Windows-Version eine Bewertung von 78 %, lobte die Spielmechanik sowie die KI und verglich das Spiel in seinen Gefechtselementen gar mit X-COM oder Jagged Alliance. Die Handlung musste demgegenüber zurückstecken und wurde als viel zu seicht und einfach, ja zu glatt beschrieben. Die atmosphärische Musik hingegen sei eine brillante Mischung aus dem Jazz jener Zeit, Ragtime und Klezmer – und seine fehlende Benennung ein Skandal.

“Not as tough or as deep as it could be, Omerta is still a destination well worth a visit.”

„Omerta ist nicht so hart oder so tief, wie es sein könnte, aber dennoch ein Ausflugsziel, das einen Besuch wert ist.“

Die Redakteure von Metro GameCentral taten sich schwer aufgrund des Zustands des Spiels mehr als 30 Prozentpunkte zu vergeben. Anfangs hocherfreut über ein Spiel, welches endlich einmal wieder das Szenario der Mafiosi thematisiert, wirkten die rundenbasierten Kämpfe in der getesteten PC-Version einfach unbeholfen. Die musikalische Untermalung sei anfangs bewegend und die graphischen Strategie-Elemente beeindruckend – wenigstens auf den ersten Blick. Schlussendlich sei „Omerta“ mithin enttäuschend, nicht nur aufgrund der mehr schlecht als recht eingelösten Versprechung, sondern vielmehr weil das Spiel selbst in fortgeschrittenen Missionen zu einfach ist.

“You can see the basis of a good game here but Omerta gets almost everything wrong, from the shallow gameplay to the bland, characterless gangster atmosphere.”

„Sie können hier die Grundlage eines guten Spiels sehen, aber Omerta macht fast alles schief, vom flachen Gameplay bis zur langweiligen, charakterlosen Gangsteratmosphäre.“

Bei Hooked Gamer war man über das Potential hocherfreut und gab dem Titel der PC-Version eine Wertung von 8,4 von 10 Punkten. Als „anders“ wird das Spiel beschrieben, die rundenbasierten Kampfelemente als kurz, jedoch zufriedenstellend. Die Einzelspieler-Kampagne offeriere einige neue, wenn auch kleine Spiele-Elemente. Graphisch leider überzeichnet, böten die Gegner selbst im späteren Spielverlauf keine Herausforderung. Zusammenfassend spiele sich das Spiel nach der einfachen Einführung nur zu leicht und lasse den Spieler nach mehr fordernd zu schnell allein.

“What struck me most was the potential. Omerta is a good game but if it succeeds, it has the potential to be a great game.”

„Was mich am meisten beeindruckt hat, war das Potenzial. Omerta ist ein gutes Spiel, aber wenn es gelingt, hat es das Potenzial, ein großartiges Spiel zu werden.“